# فریست ایکر (کارولینای جنوبی)
فریست ایکر(به انگلیسی: Forest Acres) شهری در ایالت کارولینای جنوبی کشور ایالات متحده آمریکا است که جمعیت آن در سرشماری سال ۲۰۱۰ میلادی، ۱۰٬۳۶۱ نفر بوده‌است.